# Epipleoneura solitaria
Epipleoneura solitaria är en trollsländeart som beskrevs av De Marmels 1989. Epipleoneura solitaria ingår i släktet Epipleoneura och familjen Protoneuridae. Inga underarter finns listade i Catalogue of Life.